# Supersypnoides reticulata
Supersypnoides reticulata är en fjärilsart som beskrevs av Emilio Berio 1958. Supersypnoides reticulata ingår i släktet Supersypnoides och familjen nattflyn. Inga underarter finns listade i Catalogue of Life.